# أخونا ماكاليما
أخونا زينيث ماكاليما (من مواليد 27 مارس 1988) هو حكم كرة قدم دولي من جنوب إفريقيا وهو حكم دولي مدرج لدى الفيفا منذ عام 2014. وهي تتولى تحكم لدى الفيفا، ودوري جنوب أفريقيا لكرة القدم ، دوري الصفا للسيدات ، واتحاد جنوب إفريقيا لكرة القدم (صفا).  
وهي حاصلة على الدبلوم الوطني في إدارة الموارد البشرية من كلية الملك هينتسا فيت. 
في 9 يناير 2023، عينها الفيفا في طاقم الحكام لكأس العالم للسيدات 2023 في أستراليا. 